# George H. Bender
George H. Bender (Cleveland, 1896. szeptember 29. – Chagrin Falls, 1961. június 18.) az Amerikai Egyesült Államok szenátora (Ohio, 1954–1957).